# Bud Grace
Bud Grace (Chester, 1943 o 1944) è un fumettista statunitense. Ha creato il fumetto Ernie il cui nome è poi cambiato in Piranha Club, ha anche disegnato la striscia Babs and Aldo sotto lo pseudonimo di Buddy Valentine, in entrambe queste produzioni ha lavorato sotto il King Features Syndicate.
Nel 1971 Grace ha conseguito il dottorato in fisica alla Università statale della Florida ed ha lavorato come fisico nucleare alla stessa università prima di diventare fumettista nel 1979.
Nel 1989 la Svenska Serieakademien (l'accademia svedese per il fumetto) gli ha consegnato in premio l'Adamsonstatyetten inoltre Grace ha anche ricevuto nel 1993 il National Cartoonist Society Newspaper Comic Strip Award per il suo lavoro nel campo del fumetto.
Spesso compare nelle sue stesse strisce a fumetti che solitamente finiscono con lui in camicia di forza.